# کریستینا بروندو
کریستینا بروندو مونیوس (اسپانیایی: Cristina Brondo Muñoz‎؛ ‏ ۱۶ ژانویه ۱۹۷۷) بازیگر اهل اسپانیا است.

## گزیدهٔ نقش‌آفرینی‌ها

### سینما
- ببخشید اگر عشق صدایت می‌زنم (۲۰۱۴)
- عروسک‌های روسی (۲۰۰۵)
- آپارتمان اسپانیایی (۲۰۰۲)

### تلویزیون
- گراند هتل (۲۰۱۳)